# Albrandswaard
Albrandswaard (anhörenⓘ) ist eine Gemeinde in der niederländischen Provinz Südholland, die nach einem Polder benannt ist. Sie entstand 1985 durch Zusammenlegung von Rhoon und Poortugaal und liegt etwa 15 Kilometer südlich von Rotterdam. Bereits seit 1246 hatte es hier eine Heerlijkheid namens Albrandswaard gegeben, deren Herrschaft jedoch in Breda oder Den Haag residierte. Sie wurde nach Abschaffung der herrschaftlichen Rechte 1841 nach Poortugaal eingemeindet. Das Rathaus der heutigen Gemeinde steht in Poortugaal.

## Ortsteile und Siedlungsgebiete
- Poortugaal
  - Poortugaal und Landweg
  - Deltawijk und Zuid
  - Übriges Gebiet von Poortugaal
- Rhoon
  - Oude Koedood
  - Gebiet nördlich der Metro
  - Industriegebiet Overhoeken
  - Übriges Gebiet von Rhoon
  - Portland

Auf dem Gemeindegebiet von Albrandswaard liegt auch das Rotterdamer Industriegebiet Rotterdam Albrandswaard. Auf den Hinweisschildern Richtung Rotterdam ist dort zu lesen: „Rotterdam (Gemeente Albrandswaard)“.

## Politik

### Sitzverteilung im Gemeinderat
Der Gemeinderat von Albrandswaard setzt sich seit der Gemeindegründung folgendermaßen zusammen:
| Partei                        | Sitze | Sitze | Sitze | Sitze | Sitze | Sitze | Sitze | Sitze | Sitze | Sitze | Sitze |
| Partei                        | 1984  | 1986  | 1990  | 1994  | 1998  | 2002  | 2006  | 2010  | 2014  | 2018  | 2022  |
| ----------------------------- | ----- | ----- | ----- | ----- | ----- | ----- | ----- | ----- | ----- | ----- | ----- |
| Echt voor Albrandswaard       | –     | –     | –     | –     | –     | –     | 5     | 7     | 5     | 4     | 6     |
| VVD                           | 5     | 5     | 4     | 4     | 4     | 4     | 4     | 5     | 6     | 5     | 4     |
| Stem-Lokaal                   | –     | –     | –     | –     | –     | –     | –     | –     | –     | 3     | 3     |
| GroenLinks                    | –     | –     | –     | –     | –     | –     | –     | –     | –     | 1     | 3     |
| PvdA                          | 5     | 5     | 3     | 2     | 2     | 3     | 4     | 3     | 2     | 1     | 3     |
| CDA                           | 5     | 5     | 5     | 3     | 3     | 4     | 2     | 2     | 2     | 2     | 3     |
| Leefbaar Albrandswaard        | –     | –     | –     | –     | –     | –     | –     | –     | –     | 3     | 1     |
| Nieuwe Albrandswaardse Partij | –     | –     | –     | 3     | 4     | 3     | 3     | 1     | 2     | 1     | 1     |
| ChristenUnie                  | –     | –     | –     | –     | –     | 1     | 1     | 1     | 1     | 1     | –     |
| SGP a                         | 0     | 0     | –     | 1     | 1     | 1     | 1     | 1     | 1     | 1     | –     |
| GPV                           | –     | –     | 0     | 1     | 1     | –     | –     | –     | –     | –     | –     |
| Ouderen Politiek Actief       | –     | –     | –     | –     | –     | –     | –     | –     | 3     | –     | –     |
| Leefbaar Albrandswaard        | –     | –     | –     | –     | –     | 2     | –     | –     | –     | –     | –     |
| D66                           | –     | –     | 3     | 2     | 1     | 0     | –     | –     | –     | –     | –     |
| Nieuw Albrandswaard           | –     | 0     | –     | –     | –     | –     | –     | –     | –     | –     | –     |
| Gemeentebelangen              | 0     | 0     | –     | –     | –     | –     | –     | –     | –     | –     | –     |
| Gesamt                        | 15    | 15    | 15    | 15    | 15    | 17    | 19    | 19    | 21    | 21    | 21    |

Anmerkungen

### Bürgermeister
Seit dem 1. Juli 2025 ist Cees Pille (VVD) amtierender Bürgermeister der Gemeinde. Zu seinem Kollegium zählen die Beigeordneten Mario Bianchi (VVD), Mieke van Ginkel (CDA), Richard Polder (Echt voor Albrandswaard) sowie der Gemeindesekretär Florus van der Linden.